# Acid oxo
Acid oxo, acid oxy hay acid có oxy là những loại acid bao hàm một hoặc nhiều nguyên tử oxy trong phân tử của nó. Cụ thể, đặc điểm của một acid oxo là:
1. Bao hàm oxy
2. Bao hàm ít nhất một nguyên tố khác ngoài oxy
3. Ít nhất có một nguyên tử hydro bám vào oxy
4. Hình thành ion bằng cách cho đi một hay nhiều proton

Một cái tên khác là acid oxy đôi khi được dùng, dù không được đặc biệt khuyến khích.

## Miêu tả
Nhìn chung, acid oxo là những ion đa nguyên tử mang một hydro phân cực mang điện dương, hydro này có thể tách khỏi acid oxo để trở thành một cation.
Theo lý thuyết phản ứng acid - base nguyên thủy của Lavoisier, tất cả các loại acid đều phải chứa oxy, được đặt tên theo từ tiếng Hy Lạp οξυς (oxys - có nghĩa là sắc bén, acid) và γεινομαι (geinomai, sản sinh). Về sau, người ta phát hiện ra rằng một số acid như acid hydrochloric không bao hàm oxy, chính vì vậy giới khoa học bắt đầu chia acid thành hai loại: acid có oxy (oxyacid) và acid không có oxy (hydroacid).
Tất cả các acid oxo đều mang liên kết hydro mang tính acid với một nguyên tử oxy, vì vậy độ bền liên kết hay độ dài liên kết không phải là một nhân tố quan trọng trong quyết định tính acid, as it is with binary nonmetal hydrides.  Chính độ âm điện của nguyên tử trung tâm (E) và số lượng nguyên tử oxy trong phân tử sẽ quyết định tính acid của nó (cụ thể số lượng oxy liên kết với E càng nhiều thì tính acid càng tăng, và tương tự với độ âm điện của E).
Theo quy luật thứ hai của Pauling về pKa của acid oxo, một acid oxo có thể được viết dưới dạng OmE(OH)n và giá trị pKa đầu tiên của nó không phụ thuộc vào độ âm điện của E và n mà phụ thuộc vào m (8 với m =0, 3 với m =1, -2 với m=2 và <-10 với m=3). Điều này cũng tương quan với số oxy hóa của E, tức là khi số oxy hóa càng cao thì tính acid càng mạnh.
Cụ thể, dựa vào quy tắc của Pauling chúng ta có thể ước lượng gần đúng giá trị pKa đầu tiên của acid oxo theo công thức: pKa = 8 - 5m. Ví dụ ta có thể ước tính pKa của HClO là 8 (thực nghiệm cho thấy là 7,2), của HClO2 là 3 (thực nghiệm là 2), của HClO3 là -2 (thực nghiệm -1) và HClO4 là -7 (thực nghiệm -8).
Acid imidic được tạo ra bởi việc thay thế các liên kết =O trong acid oxo bằng liên kết =NR.

## Ví dụ

### Acid oxo
- Acid carboxylic
- Acid sulfuric
- Acid nitric
- Acid phosphoric
- Acid oxo halogen: Acid hypochlorơ; Acid chlorơ; Acid chloric; Acid perchloric; Acid perbromic; Acid periodic

### Acid hydrohalic
- Acid hydrochloric
- Acid hydrofluoric
- Acid hydrobromic
- Acid hydroiodic
- Hydro cyanide